# M-614
La M-614 es una carretera autonómica de segundo nivel perteneciente a la Red de Carreteras de la Comunidad de Madrid.

## Recorrido
La vía comienza en el enlace de la M-607 con la M-601, y continúa un kilómetro hasta su primer cruce, con la M-622.
Sigue con un trazado que cuenta con bastante curvas, eso sí, no muy cerradas. Ya al llegar a la "periferia" de Los Molinos, adopta un trazado más recto. Este tramo, del PK 1 al PK 4 aproximadamente, podría funcionar como una especie de "circunvalación" sur del pueblo de Cercedilla.
Al llegar a la periferia de Los Molinos, se cruza con la Avenida de Los Molinos. Más adelante, entre los kilómetros 5 y 6, se cruza con la M-621, que se dirige a Collado Mediano.
A partir de ahí, continúa con un trazado muy recto hasta Guadarrama, donde se cruza con la M-623 y con la N-6.
Tras abandonar el núcleo urbano, pasa al lado del complejo deportivo, y finalmente enlaza con la AP-6. A partir de ahí se puede continuar por dicha autopista o por la M-600.

## Tráfico
Las cifras de intensidad media diaria (vehículos diarios) que se han registrado en 2023 se detallan en la tabla adjunta:
| KM    | Intensidad media diaria | % Vehículos pesados | Ubicación del P.K. de medición                 |
| ----- | ----------------------- | ------------------- | ---------------------------------------------- |
| 2,760 | 1742                    | 8,44                | Entre Navacerrada y Los Molinos                |
| 6,700 | 6218                    | 8,41                | Entre Los Molinos y el enlace con AP-6 / M-600 |